# Store Norske Spitsbergen Kulkompani
Store Norske Spitsbergen Kulkompani AS (SNSK), ofte blot omtalt som Store Norske, er en norsk statsejet virksomhed, der beskæftiger sig med kulminedrift på Svalbard. SNSK omsætter for ca. 1,9 mia. NOK og beskæftiger 360 ansatte.
Virksomheden blev dannet i 1916 efter Norges opkøb af American Arctic Coal Company. Hovedsædet er beliggende i Longyearbyen, mens den største af selskabets to stenkulminer, Svea Nord, er beliggende i Sveagruva. Årligt produceres 3 mio. ton stenkul her.
Nærings- og handelsdepartementet ejer 99,9% af aktierne i selskabet.